# Tragi-comédie
Ne doit pas être confondu avec Comédie dramatique.
La tragi-comédie ou tragicomédie est une forme théâtrale caractérisée par une action qui se rapporte au genre du roman, des personnages de haute extraction, un dénouement heureux et un refus des règles.

## Définition
Le terme est apparu en France chez le dramaturge Robert Garnier vers la fin du XVIe siècle, orthographié tragecomedie , par haplologie des mots 'tragédie' et 'comédie'; le terme nous vient de Plaute, qui désigne son Amphitryon comme une « tragi-comoedia » (au vers 59). Ce genre a connu un très grand succès en France vers 1619, à un moment où la tragédie est peu jouée et ne connaît pas encore son renouveau. La tragi-comédie ne s'oppose pas totalement à la tragédie et n'est pas dénuée de règles. Ainsi, La Sylvanire de Jean de Mairet est une tragi-comédie respectant la règle des trois unités. C'est d'ailleurs dans la préface de cette dernière que Jean de Mairet affirme le premier cette règle. On pouvait alors voir dans la tragi-comédie une sorte de tragédie à fin heureuse parce que la tragédie n'était définie que par son personnel noble et mythologique. Dans les années 1640, les partisans d'un théâtre beaucoup plus normé prennent de plus en plus d'importance et la tragédie répondant aux règles classiques prend le dessus sur la tragi-comédie.

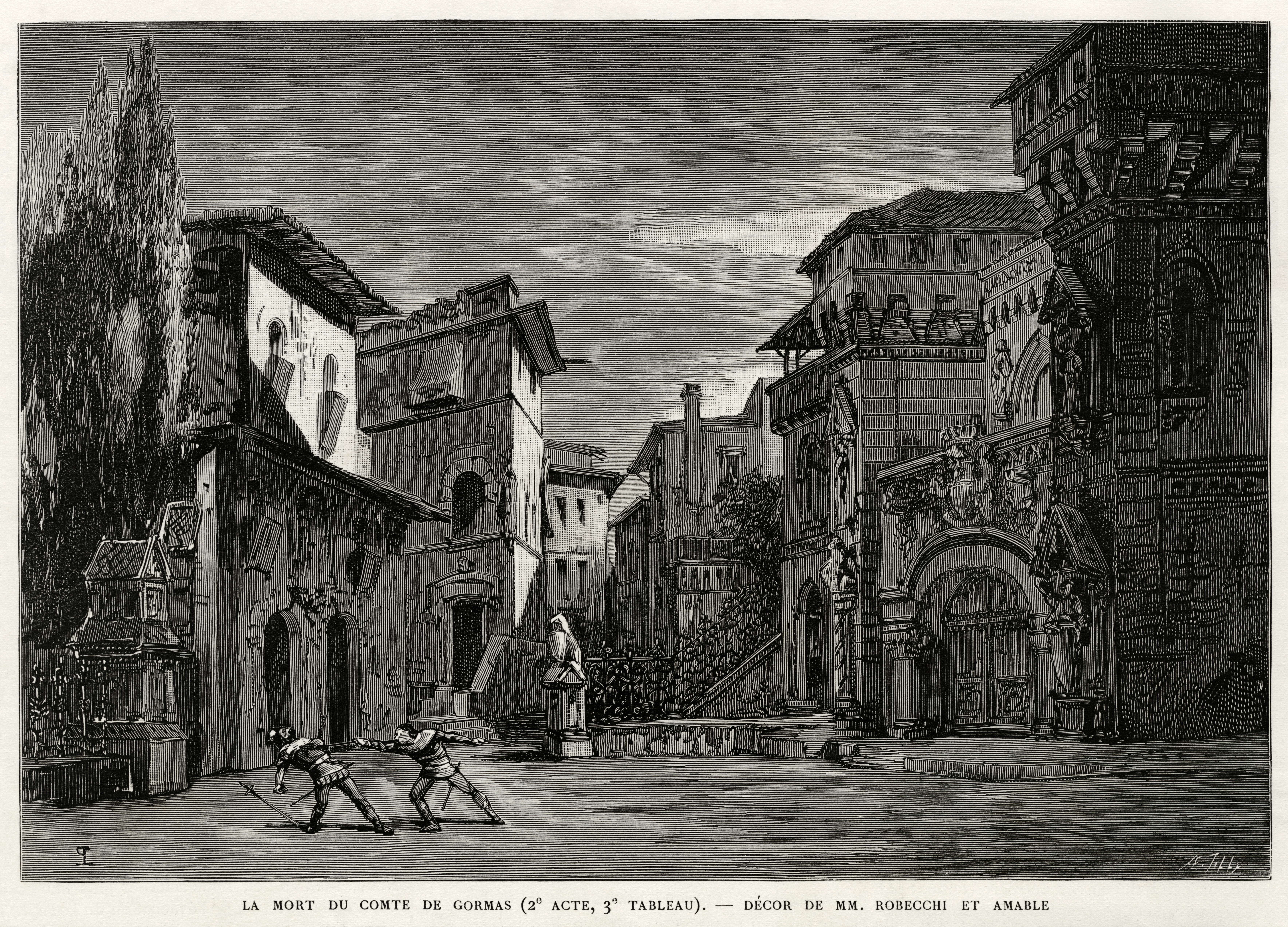
Jules Massenet - Le Cid 2e Acte, 3e Tableau - L'Illustration.

## Corneille et le théâtre classique
Le cas du Cid de Corneille est un exemple intéressant à cet égard car il a été publié en 1637 en tant que tragi-comédie et requalifié en tragédie dès 1648 alors que Corneille n'avait pas encore effectué de modification majeure de la pièce. On peut donc considérer que ce n'est pas la pièce mais la perception qu'on avait des différents genres théâtraux qui a évolué entre ces deux dates. En effet, l'intrigue du  Cid comporte de nombreux éléments caractéristiques d'une tragi-comédie : il raconte une histoire d'amour dans laquelle un obstacle empêche à un moment donné la réunion des deux amants. À la fin de la pièce, cet obstacle sera levé et le dénouement sera heureux et nuptial ce qui est à l'époque une caractéristique des comédies et des tragi-comédies.
La querelle du Cid aura contribué à fixer les règles de la tragédie même si Le Cid conserve ses caractéristiques à savoir l'accumulation des événements, les coups de théâtre, les changements de décor successifs et le dénouement heureux.
On a beaucoup reproché à Corneille l'invraisemblance de la fin et un respect très discutable des trois unités. De fait, même s'il est déjà influencé par les règles qui commencent à s'imposer à la fin des années 1630, Corneille conserve dans cette pièce une liberté de composition héritée de la tragi-comédie et que l'on ne trouvera plus dans ses tragédies ultérieures.
Pour autant, la pièce annonce la dramaturgie classique parce que les conflits omniprésents qui la constituent ne se manifestent pas à travers des combats spectaculaires sur scène mais à travers le travail du langage. Ainsi le duel entre Rodrigue et Don Gomes s'achève très vite alors que les stances du Cid rendent compte longuement du conflit intérieur qui travaille Rodrigue. Ce refus du spectaculaire au profit d'un travail sur le discours et les sentiments des personnages sera caractéristique de l'esthétique classique et explique que le Cid en soit resté un exemple majeur alors qu'il est encore très influencé par le genre de la tragi-comédie qui s'oppose aux caractéristiques de l'écriture classique.
Philippe Quinault , poète et librettiste français, a aussi contribué au succès de ce genre en participant à la création de la tragédie-ballet Psyché en 1671 écrit par Molière aidé de Corneille.
Le mélange des genres fut peu représenté par la suite dans le théâtre français, tout au plus trouve-t-on des pièces où les genres s'alternent sans se mêler. Victor Hugo tente pourtant d'imposer avec son théâtre romantique une écriture entre sublime et grotesque.